# Bhanjanagar
Bhanjanagar (Russelkonda, Russellkonda) è una città dell'India di 19.699 abitanti, situata nel distretto di Ganjam, nello stato federato dell'Orissa. In base al numero di abitanti la città rientra nella classe IV (da 10.000 a 19.999 persone).

## Geografia fisica
La città è situata a 19° 55' 60 N e 84° 34' 60 E e ha un'altitudine di 68 m s.l.m..

## Società

### Evoluzione demografica
Al censimento del 2001 la popolazione di Bhanjanagar assommava a 19.699 persone, delle quali 10.194 maschi e 9.505 femmine. I bambini di età inferiore o uguale ai sei anni assommavano a 2.007, dei quali 1.037 maschi e 970 femmine. Infine, coloro che erano in grado di saper almeno leggere e scrivere erano 15.411, dei quali 8.600 maschi e 6.811 femmine.